# ジミー・シェリジエ
ジミー・シェリジエ (ハイチ・クレオール語:  Jimmy Chérizier、愛称 バーベキュー：Jimmy Babekyou、1976年または1977年 - ) は、ハイチの犯罪者、元警察官。同国のギャングの同盟である「G9 Family and Allies」のリーダーとして知られる。日本語ではジミー・シュリジエとも表記される。

## 生い立ち
ジミー・シェリジエは、ポルトープランスのラ・サリーヌのスラム街の隣にあるポルトープランス区に位置する西部のデルマにて生まれた。彼は父親の8人の子供のうちの1人であった。彼の父親は彼が5歳のときに亡くなった。シェリジエは、自分のあだ名「バーベキュー」は、母親がポルトープランスの極貧地域でフライドチキンスタンドを経営していた幼少期に付けられたと主張している。しかし、実際は虐殺で人々を生きたまま焼いたという疑惑を受け、付けられたとも主張されている。

## 警察官として
シェリジエはギャングのリーダーになる前はハイチ国家警察の警察官だった。シェリジエはハイチ国家警察内の特別部隊であるUnité Départementale pour le Maintien de l'Ordre(UDMO、「秩序維持部隊」)に所属していた。シェリジエは西区デルマのデルマス6基地のギャングのリーダーとなり、複数の大規模虐殺を行った。
シェリジエは警察官だったときに、少なくとも71人が殺害され、400戸以上の家が焼かれた2018年のラ・サリーヌ虐殺を実行したとされている。彼は少なくとも9人を殺害した2017年のグランド・ラヴィーン虐殺と2019年のベル・エア虐殺に関与した疑いで告発されている。 2018年12月、シェリジエはハイチ国家警察によって解雇された。

## 経済制裁
2020年12月10日、米国財務省はハイチ人民に対する虐殺行為を理由として、グローバル・マグニツキー法に基づきシェリジエを特別指定国民に指定した。
2022年10月21日、国連安全保障理事会は全会一致でハイチに対する制裁体制を決定（安保理決議2653）、安全保障理事会制裁委員会を設置して指定された個人又は団体に対する渡航禁止、資産凍結、武器禁輸を定めた。同時に、同決議によりシュリジエを１人目の制裁対象者として指定した。